# Highest 2 Lowest
Highest 2 Lowest is een Amerikaanse misdaad-thriller uit 2025, geregisseerd en mede geschreven door Spike Lee. Het is een Engelstalige remake van de Japanse film Tengoku to jigoku uit 1963 van Akira Kurosawa, die zelf losjes gebaseerd is op de roman King's Ransom uit 1959 van Evan Hunter. De hoofdrollen worden vertolkt door Denzel Washington, Ilfenesh Hadera, Jeffrey Wright, Ice Spice (in haar filmdebuut) en ASAP Rocky.

## Verhaal
Een muziekmagnaat in New York heeft het hoogtepunt van zijn carrière bereikt. Wanneer de zoon van zijn chauffeur wordt ontvoerd, wordt hij geconfronteerd met de eis om losgeld en komt hij in een moreel dilemma terecht. Hij zal een een beslissing moeten nemen over leven en dood.

## Rolverdeling
| Acteur            | Personage        |
| ----------------- | ---------------- |
| Denzel Washington | David King       |
| Ilfenesh Hadera   | Pam King         |
| Jeffrey Wright    | Paul Christopher |
| Ice Spice         | Marisol Cepeda   |
| ASAP Rocky        | Yung Felony      |
| Dean Winters      | Det. Higgins     |

## Productie
Spike Lee ontving het originele script van Alan Fox voor de coronapandemie en was betrokken bij het herschrijven ervan nadat Denzel Washington aan de hoofdrol werd verbonden. In februari 2024 werd de film aangekondigd, die geproduceerd zou worden door A24, Todd Black voor Escape Artists en Jason Michael Berman voor Mandalay Pictures, met Lee als regisseur en uitvoerend producent via zijn label 40 Acres en Mule Filmworks. Het is de vijfde samenwerking tussen Lee en Washington, en hun meest recente sinds Inside Man (2006). Ilfenesh Hadera, Jeffrey Wright, Ice Spice en ASAP Rocky voegden zich in de daaropvolgende maanden bij de cast.

### Filmopnames
De belangrijkste filmopnames gingen op 4 maart 2024 van start in New York, met Matthew Libatique als cameraman, en werden op 31 mei afgerond.

## Release
Highest 2 Lowest ging op 19 mei 2025 in première op het Filmfestival van Cannes buiten competitie.